# Thamnomolgus robustus
Thamnomolgus robustus is een eenoogkreeftjessoort uit de familie van de Thamnomolgidae. De wetenschappelijke naam van de soort is voor het eerst geldig gepubliceerd in 1969 door Humes.